# Луна в научной фантастике

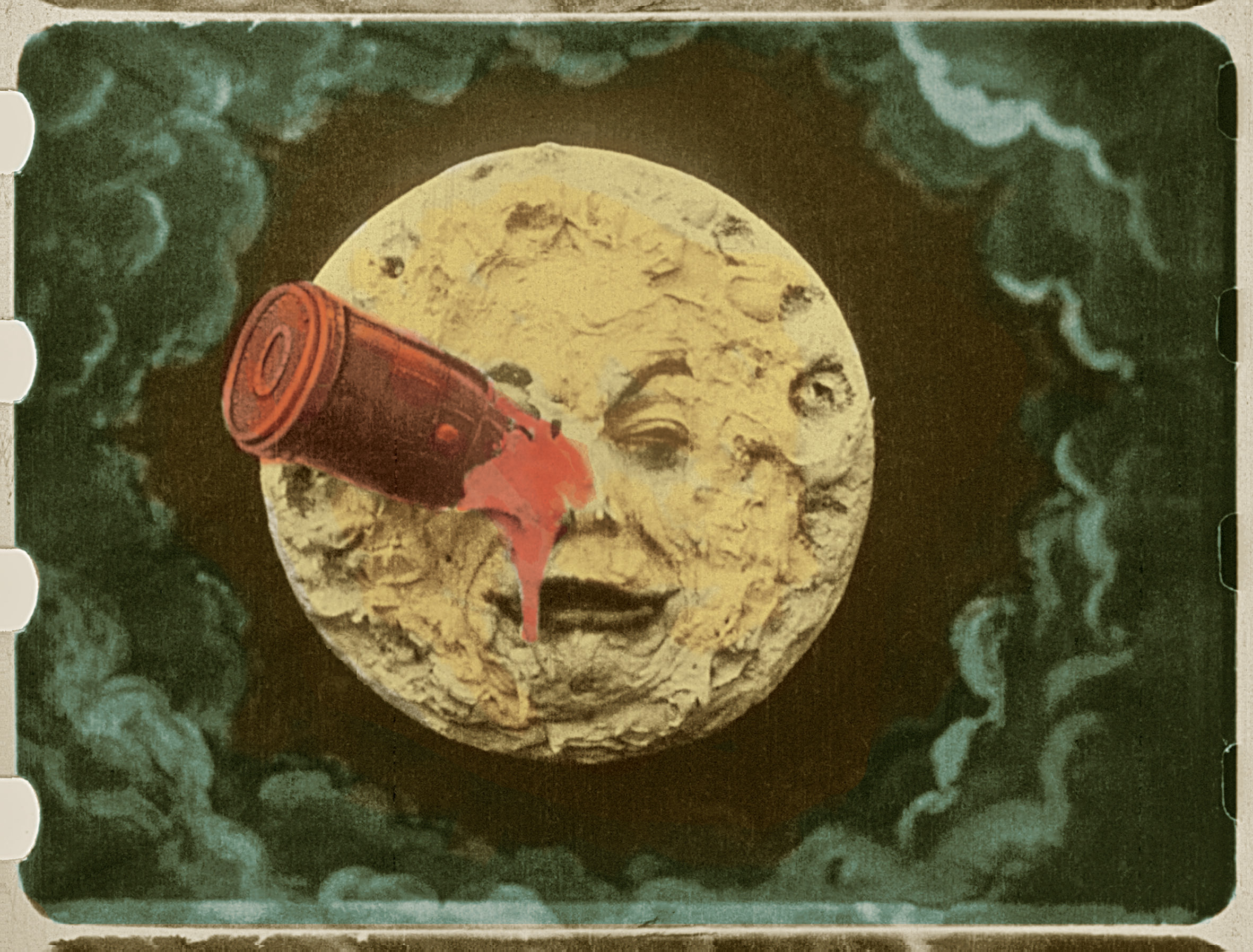
Космический корабль вонзается в Луну — кадр (колоризованный) из фильма «Путешествие на Луну» (1902).

Луна фигурирует в литературе как место действия с античности. На протяжении большей части истории литературы значительная часть произведений, описывающих путешествия на Луну, носила сатирический характер. Однако с конца XIX века научная фантастика (НФ) начала последовательно фокусироваться на темах жизни на Луне, высадках на неё и колонизации человеком.

## Краткое научное введение
Обратная сторона Луны впервые была запечатлена в 1959 году советской станцией «Луна-3». Первая в мире мягкая посадка на Луну была совершена в 1966 году спускаемым аппаратом — автоматической лунной станцией из состава советской АМС «Луна-9», которая также впервые передала изображения поверхности другого небесного тела. В 1970 году станция АМС «Луна-17» с первым в мире дистанционно-управляемым самоходным аппаратом (планетоходом, или ровером) «Луноход-1» успешно прилунилась в Море Дождей. «Луноход-1» проработал на Луне одиннадцать лунных дней (10,5 земных месяцев) и проехал 10 540 м.
Первая в мире высадка на Луну произошла 20 июля 1969 года на корабле «Аполлон-11» (первым человеком, ступившим на поверхность Луны, стал Нил Армстронг), после этого было ещё несколько высадок; последняя шестая — в декабре 1972 года. Таким образом, Луна — единственное небесное тело, на котором побывал человек, и первое небесное тело, образцы которого были доставлены на Землю. Широко распространены конспирологические утверждения о так называемом «лунном заговоре», что высадки на Луну лишь инсценировались, но реально не производились, или что вышесказанное было умышленной дезинформацией, а программа «Аполлон» была свёрнута ввиду обнаружения инопланетного присутствия на Луне.
Как бы то ни было, с 1972 года человек на Луне не бывал. В XXI веке ведётся исследование Луны автоматическими станциями, планируется добыча на ней полезных ископаемых, основание Международной лунной станции, однако все эти проекты носят по большей части умозрительный и гипотетический характер; также планируется вновь послать на Луну людей.

## В исторической НФ
Самые ранние дошедшие до нас описания Луны как места действия — сочинения древнегреческих писателей Антония Диогена («Невероятные приключения по ту сторону Туле») и Лукиана («Правдивая история»).
В созданной в X веке японской Повести о старике Такэтори его приёмная дочь Кагуя прибыла с Луны. Через тысячу лет её именем японцы назвали искусственный спутник Луны.
Затем долгое время тема Луны в фантастической литературе была забыта, но в 1634 году был посмертно опубликован роман Иоганна Кеплера «Сон», после чего тема путешествий на Луну стала достаточно серьёзно исследоваться в художественной литературе. Основываясь на мыслях Кеплера и размышлениях Фрэнсиса Бэкона о полёте на Луну в его произведении 1627 года «Sylva sylvarum», Фрэнсис Годвин полноценно развил эту идею в романе 1638 года «Человек на Луне».
В дальнейшем многочисленные авторы писали серьёзные или сатирические произведения, описывающие путешествия на Луну, например: роман Сирано де Бержерака «Комическая история государств и империй Луны» (1657); роман Даниэля Дефо «Консолидатор» (1705); рассказ Эдгара Аллана По «Необыкновенное приключение некоего Ганса Пфааля» (1835); серия газетных очерков (1835) авторства малоизвестного репортёра по имени Ричард Адамс Лок, позднее получивших название «Большое лунное надувательство»; повесть Жюля Верна «С Земли на Луну прямым путём за 97 часов 20 минут» (1865); повесть Герберта Уэллса «Первые люди на Луне» (1901).
Действие повести Джорджа Гриффита «Медовый месяц в космосе» (1901) происходит на Луне и является первым подробным изображением космического скафандра в фантастике.
Первый НФ-фильм Жоржа Мельеса «Путешествие на Луну» (1902) рассказывает, как явствует из названия, о путешествии на Луну.

## Жизнь на Луне
Ко второй половине XIX века стало ясно, что Луна лишена жизни, и это делало серьёзные описания лунных форм жизни и обществ недостоверными. Из-за этого, в частности, НФ переключилась на описание жителей и обществ Марса. Ряд авторов «нашли выход из положения»: теперь лунная жизнь скрывалась под её поверхностью. Например, вышеупомянутые «Первые люди на Луне» Уэллса, «Лунная девушка» (1926) Э. Р. Берроуза. Другие фантасты описывали жизнь на Луне, но в прошлом; либо рассказывали об останках вымершей лунной цивилизации, как, например, в серии В. С. Лах-Ширмы 1887—1893 годов «Письма с планет» (сиквел повести 1883 года «Алериэль, или Путешествие в другие миры»). Другие примеры: повесть Эдгара Фосетта «Призрак Гая Тайрла» (1895), вышеупомянутый «Медовый месяц в космосе», рассказ Джека Уильямсона «Лунная эра» (1932), в котором герои знакомятся с лунной жизнью, путешествуя в прошлое. Также как вариант некоторые авторы взяли утверждение, что жизнь на Луне существует только на её невидимой стороне. В повести Джеймса П. Хогана «Наследовать звёзды» (1977) на Луне найден древний человеческий скелет в скафандре, что привело к осознанию того, что человечество возникло не на Земле.
Фантасты населяли Луну самыми разными формами жизни: разумные моллюски в рассказе Реймонда З. Галлуна «Лунная куколка» (1931), великаны в вышеупомянутом «Человеке на Луне» Годвина. В упоминавшемся выше «Большом лунном надувательстве» центральное место занимают гуманоиды — летучие мыши. Самое раннее описание жизни на Луне — в «Правдивой истории» Лукиана, где он рассказывает о трёхголовых стервятниках-лошадях и птицах-овощах. В Somnium Иоганна Кеплера видимая сторона Луны населена человекоподобными (впервые в литературе) существами, а обратная — змееподобными существами. Будучи учёным, Кеплер, основываясь на астробиологических соображениях, подробно описал адаптацию обеих этих рас к месячному циклу смены дня и ночи на Луне.
В фильме «Аполлон 18» (2011) рассказывается о секретной миссии американских астронавтов: разместить на Луне систему предупреждения о ракетном нападении для защиты от СССР. Там они сталкиваются с внеземной жизнью — паукообразные существа, мимикрирующие под камни. В финале картины все астронавты погибают от воздействия этих инопланетян.

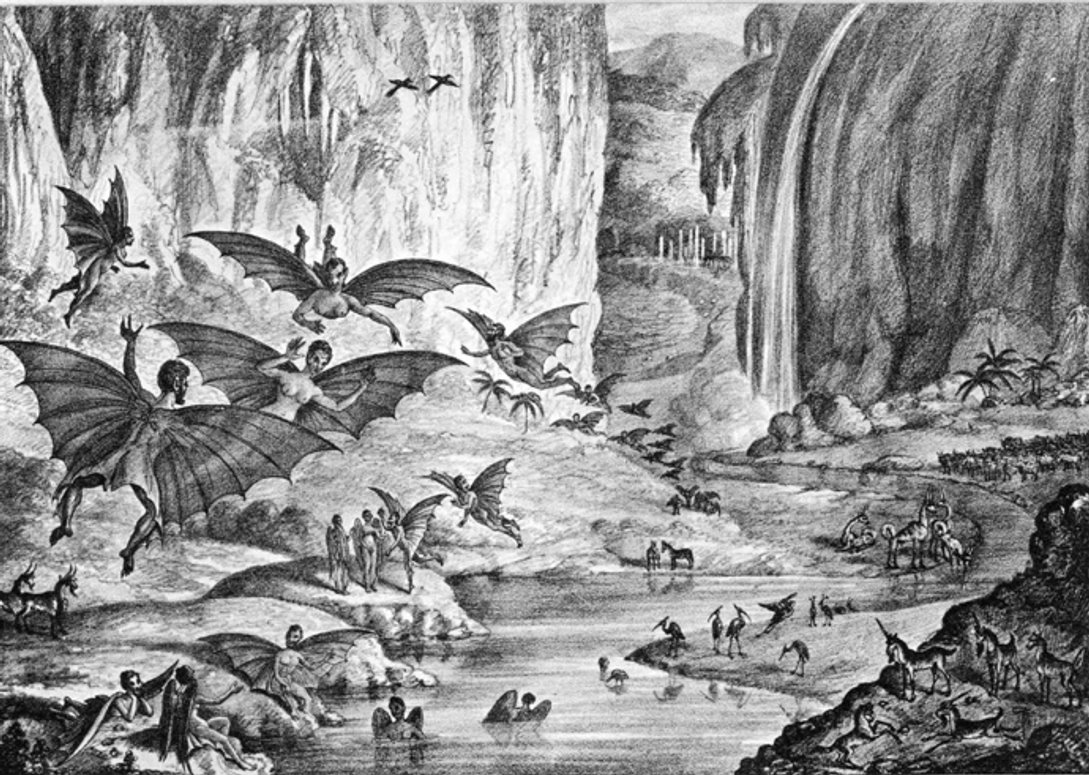
Лунные мышелюди, животные и пейзаж. Литография XIX века.
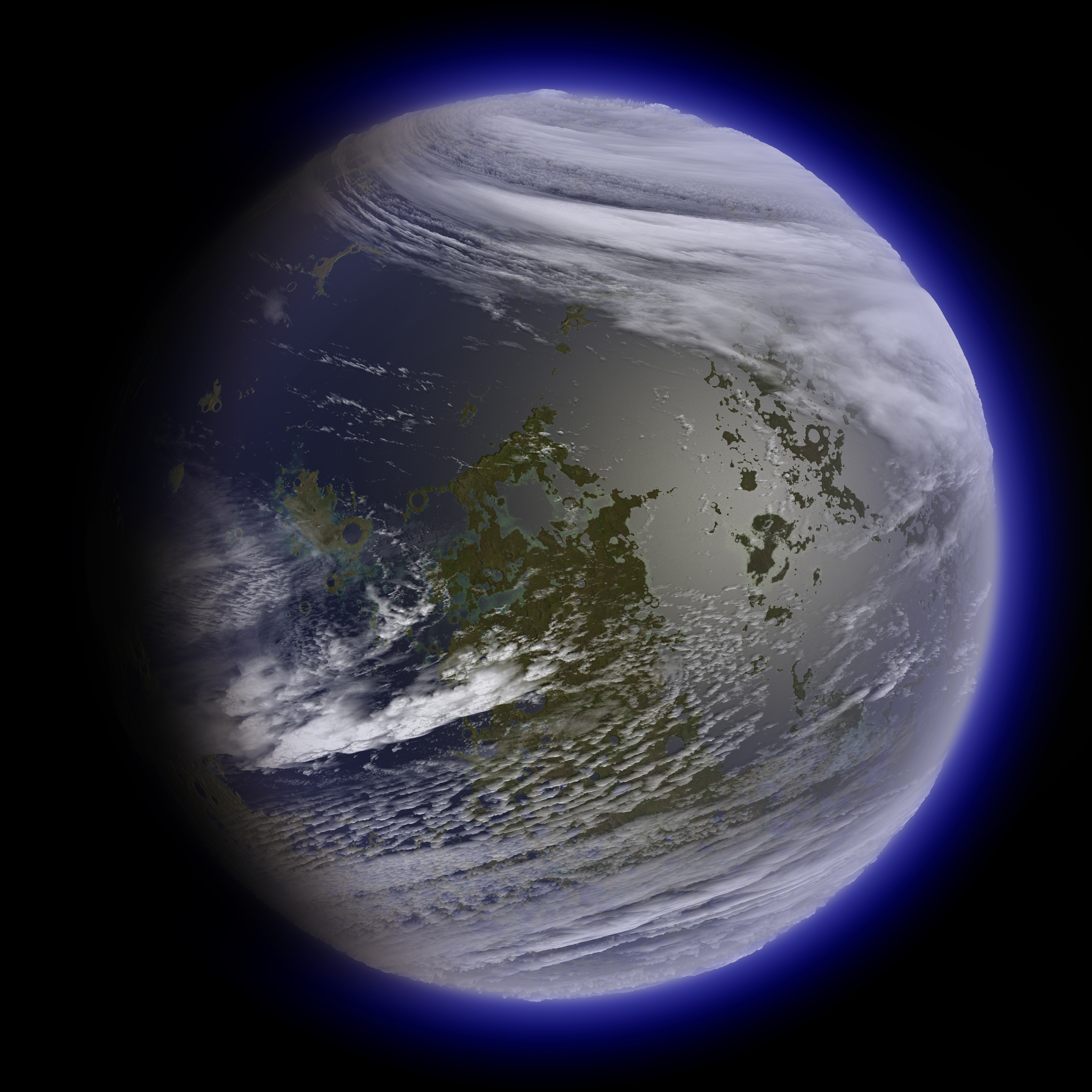
Терраформированная Луна в представлении художника

## Высадка на Луну
После окончания Второй мировой войны появилось несколько литературных произведений, описывающих ви́дение НФ-писателями первой высадки на Луну (строго с научной точки зрения). Это, например, рассказ Роберта Хайнлайна «Человек, который продал Луну» (1950), повесть Лестера дель Рея «Миссия на Луну» (1956), повесть Пьера Буля «Сад на Луне» (1964), повесть Уильяма Темпла «Выстрел на Луне» (1966).
В то же время первая высадка на Луну была важной частью сюжета нескольких НФ-кинофильмов. Например, «Женщина на Луне» (1929), «Место назначения — Луна» (1950), «Обратный отсчёт» (1967). Из гораздо более поздних фильмов можно отметить «Железное небо» (2012) и «Железное небо: Грядущая раса» (2019).
После успешной миссии «Аполлона-11», который прилунился на поверхность нашего спутника в 1969 году, истории о вымышленных первых посадках на Луну вышли из моды и были заменены рассказами о её колонизации.

## Колонизация Луны
Впервые центральное место в сюжете колонизация Луны заняла в повести Мюррея Лейнстера «Космическая платформа» (1953). Далее в этом плане можно отметить повести Ларри Нивена «Лоскутная девочка» (1980) и Роджера Аллена «Дальнобойная пушка» (1988). Иногда лунные колонии являются последним прибежищем человечества, когда Земля больше непригодна для жизни — как, например, в рассказе Артура Кларка «И если я, Земля, тебя забуду…» (1951), где жизнь на Земле уничтожена ядерным холокостом; или в повести Стивена Бакстера «Лунное семя» (1998), где Земля уничтожена инопланетной нанотехнологией с самой Луны. Иногда, чтобы основать на Луне колонию, её надо терраформировать — как, например, в повести «Воссоединение» (1991) Джона Гриббина и Маркуса Чауна.
Жители лунных колоний часто стремятся к независимости от Земли. Например, в романе Роберта Хайнлайна «Луна — суровая хозяйка» (1966) описывается восстание заключённых лунной тюрьмы. В повести Бена Бовы «Лунная война» (1997) рассказывается о попытке лунных колонистов отделиться от Земли, но она отвергает это предложение на том основании, что Луна не является самодостаточной, а зависит от ресурсов, импортируемых с Земли. В нескольких произведениях лунные колонии описываются как военные базы. В романе Роберта Хайнлайна 1947 года «Ракетный корабль „Галилео“» (по мотивам которого был снят вышеупомянутый фильм «Место назначения — Луна») изображается открытие секретной базы-колонии нацистов на Луне после прибытия на неё первых людей (понятное дело, что не первых). Повесть Мюррея Лейнстера «Город на Луне» (1957) рассказывает об американской ракетно-ядерной базе на Луне, которая выполняет функцию сдерживающего фактора. Схожий сюжет имеет повесть Аллена Стила «Альтернатива спокойствию» (1996), написанная в жанре «альтернативная история».
Социальная структура и управление лунными колониями в разных произведениях заметно различаются. В хайнлайновских «Луна — суровая хозяйка» (1966) и «Кот, проходящий сквозь стены» (1985) изображены лунные общества, основанные на либертарианских идеалах, таких как принцип невмешательства. Повесть Джона Варли «Стальной пляж» (1992) описывает постдефицитное общество, в котором центральная власть гарантирует как рабочие места для всех, кто хочет работать, так и доступ к таким явлениям первой необходимости, как воздух, еда и отопление. В романе Артура Кларка «Лунная пыль» (1961) Луна является популярным туристическим направлением. В рассказе Уолтера Миллера «Путевой обходчик» (1957) подробно рассматривается довольно оригинальная тема: возможное влияния пониженной гравитации Луны на воспроизводство человека и психологическое развитие детей. В повести Аллена Стила «Спуск на Луну» (1991) Луна населена почти исключительно рабочими, занятыми добычей полезных ископаемых.

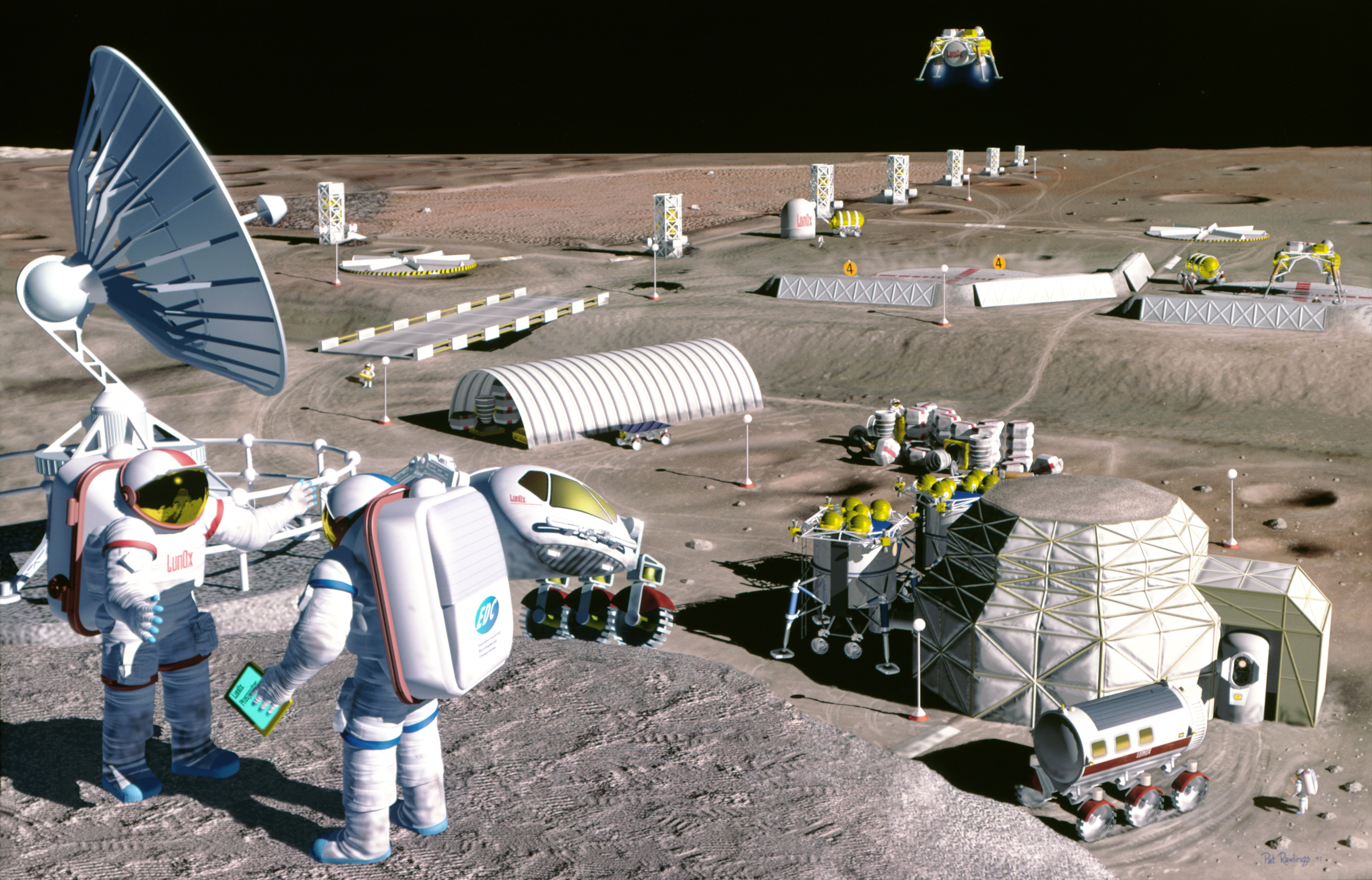
Будущая лунная колония в представлении НАСА (рисунок 1995 года)
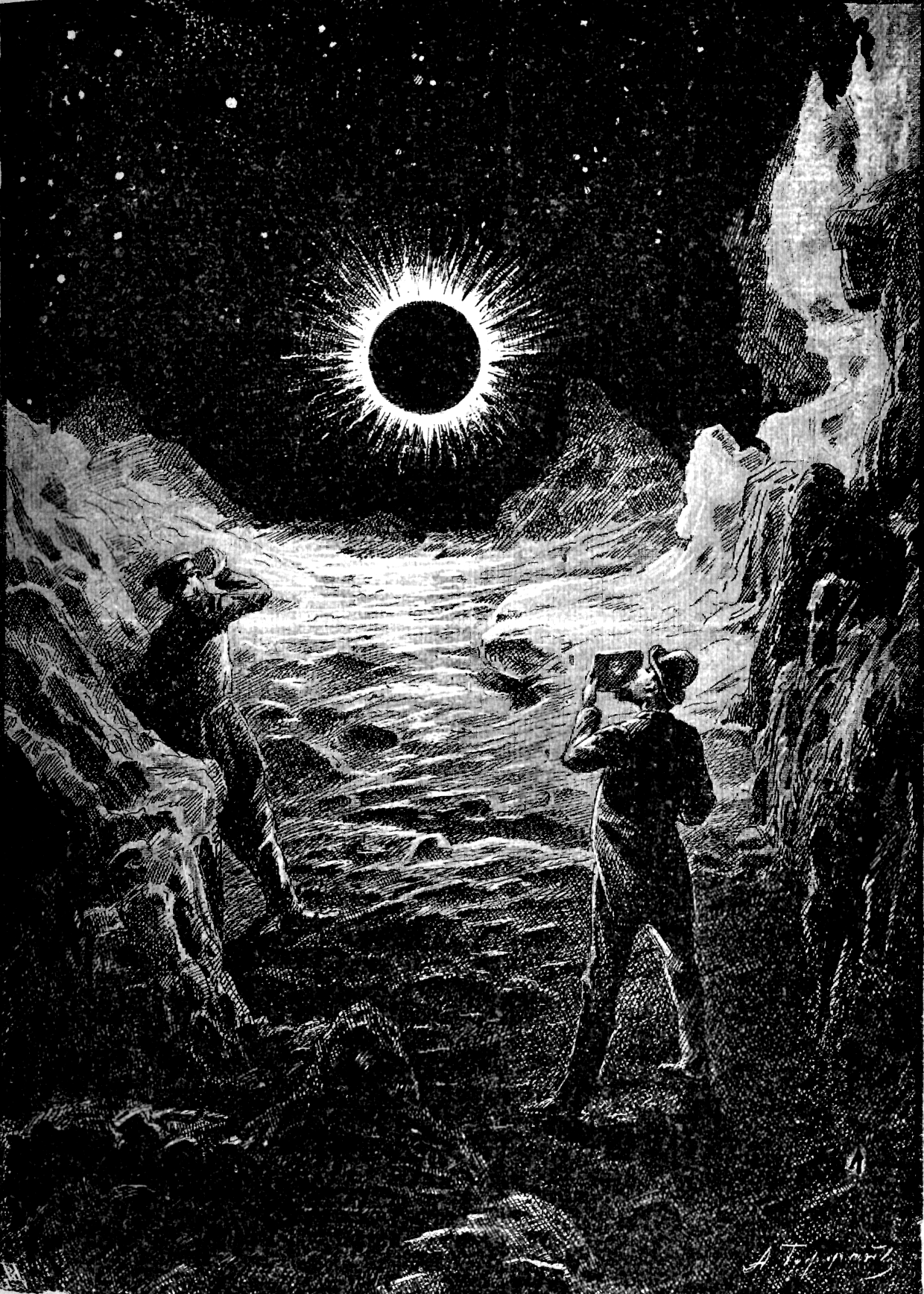
Иллюстрация к повести К. Э. Циолковского «На Луне» (1893)
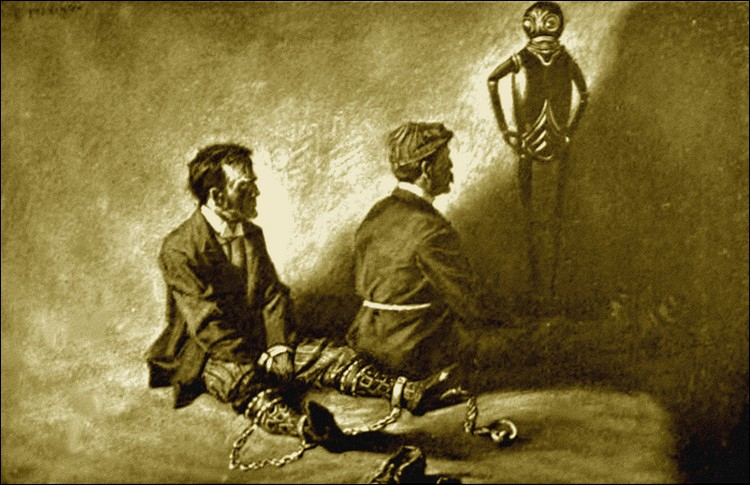
Иллюстрация к повести Герберта Уэллса «Первые люди на Луне» (1901)
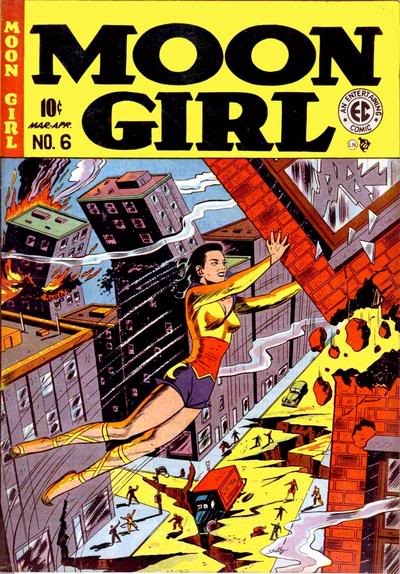
Обложка комикса «Лунная девушка» (1949)
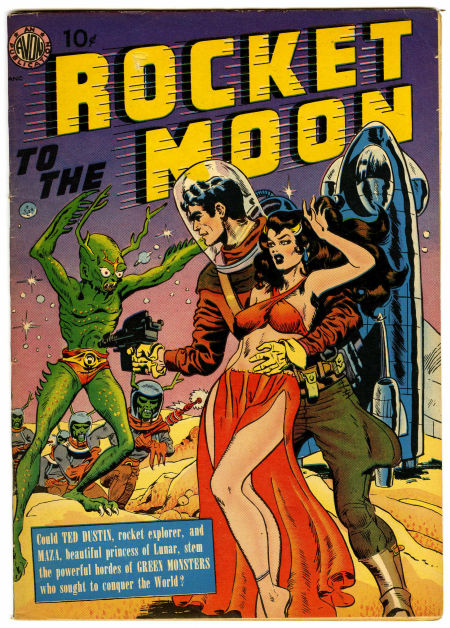
Обложка комикса «Ракета на Луну» (1951)
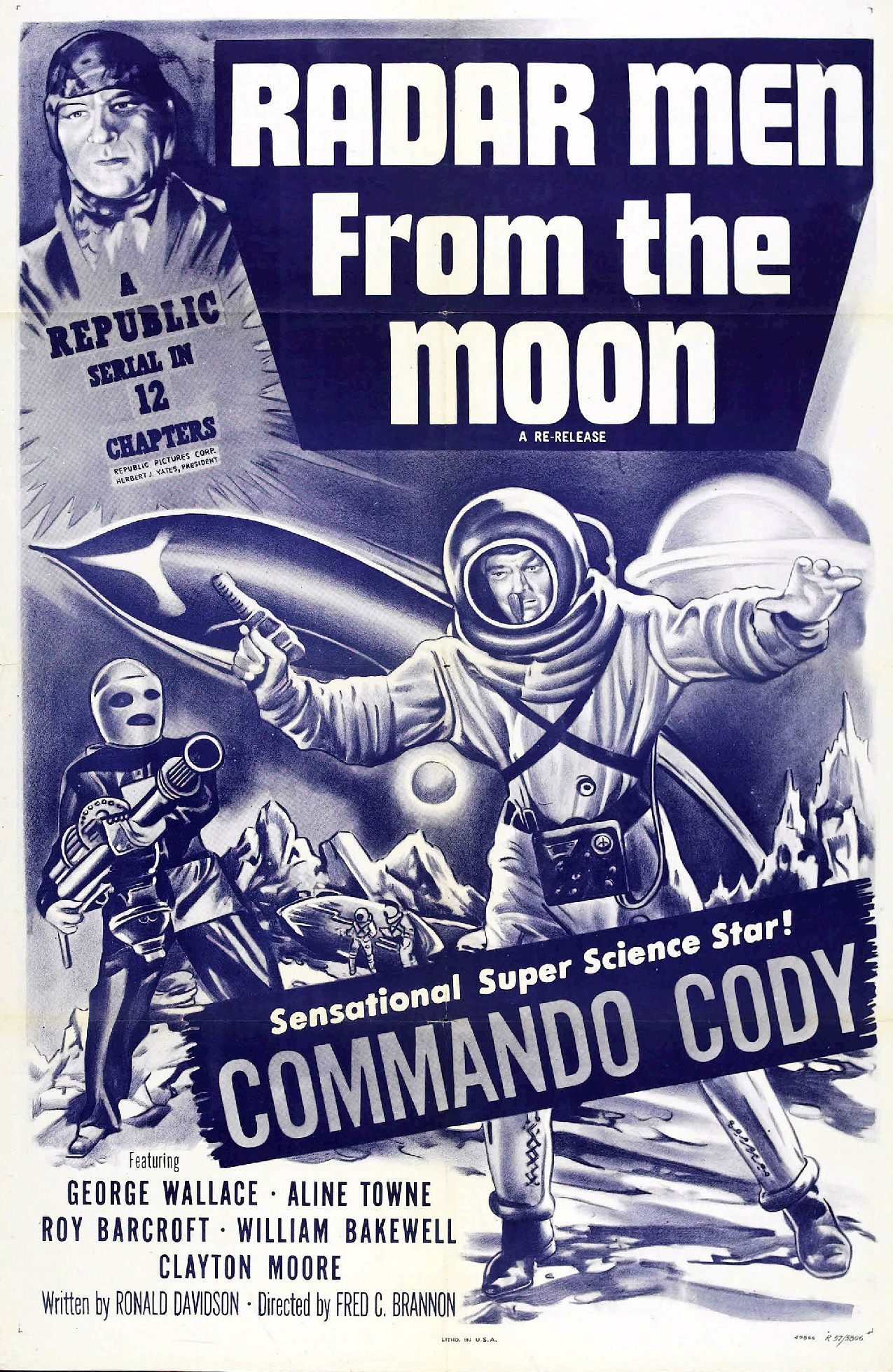
Постер киносериала «Люди-радары с Луны[англ.]» (1957)

## Детская литература
Жители Луны фигурируют также в детской художественной литературе.
В повести Елина Пелина «Ян Бибиян на Луне» (1934) Луну населяют огромные насекомообразные существа, которые, однако, способны общаться с людьми, а одного из героев даже чуть было не принуждают к браку.
В сатирическом романе-сказке Н. Носова «Незнайка на Луне» общество жителей Луны целиком антропоморфно и изображено сатирически, напоминая образцы «дикого капитализма» в Западной Европе и США, а герои носят имена, стилизованные под английские, немецкие и итальянские. В романе обитаемая часть Луны расположена внутри лунной поверхности как внутренний шар с атмосферой, тогда как поверхность Луны безжизненна.